# Chlorophorus gaudens
Chlorophorus gaudens là một loài bọ cánh cứng trong họ Cerambycidae.